# Нижня Мічіна (округ Банська Бистриця)
Долна Мічіна (словац. Dolná Mičiná) — село, громада округу Банська Бистриця, Тренчинський край. Кадастрова площа громади — 9.46 км².
Населення 392 особи (станом на 31 грудня 2015 року).

## Історія
Долна Мічіна згадується 1402 року.

## Населення
| Рік:            | 1994. | 2004.    | 2014.   | 2024.    |
| --------------- | ----- | -------- | ------- | -------- |
| Кількість осіб: | 322   | 362      | 392     | 520      |
| Різниця:        |       | +12,42 % | +8,28 % | +32,65 % |

| Рік:            | 2023. | 2024.   |
| --------------- | ----- | ------- |
| Кількість осіб: | 516   | 520     |
| Різниця:        |       | +0,77 % |